# NGC 294

NGC 294

NGC 294 في الفهرس العام الجديد، هي عنقود نجمي، تقع في كوكبة الطوقان. اكتشفت في 11 أبريل 1834 بواسطة جون هيرشل.

## روابط خارجية
- NGC 294 على موقع ويكي سكاي: DSS2, SDSS, GALEX, IRAS, Hydrogen α, X-Ray, Astrophoto, Sky Map, Articles and images